# Burgrest Baumgarten
Burgrest Baumgarten bezeichnet eine abgegangene Niederungsburg in einem kleinen Hain etwa 160 Meter nordwestlich der historischen Holzbrücke am westlichen Schussenufer bei Oberbaumgarten, einem Ortsteil der Gemeinde Eriskirch im Bodenseekreis in Baden-Württemberg.
Um 1180 wurde die Burg vermutlich auf dem Grund eines befestigten Bauernhofs erbaut und 1185 erwähnt. Die Burg, die in Verbindung zur Burg Löwental (Eichstegen-Löwental) stand, wurde von staufischen Dienstmannenfamilien bewohnt und wurde 1271 mit der Herrschaft Baumgarten-Eriskirch an den Bischof von Konstanz verkauft und blieb mit Eriskirch bis 1472 im Besitz der Bischöfe von Konstanz. Von der ehemaligen Burganlage sind noch überwachsene Reste erhalten.